# Nastri d'argento 1952
La 7ª edizione dei Nastri d'argento si è tenuta nel 1952.

## Vincitori

### Regista del miglior film
- Renato Castellani - Due soldi di speranza

### Migliore scenario
- Ettore Maria Margadonna, Titina De Filippo e Renato Castellani - Due soldi di speranza

### Migliore attrice protagonista
- Anna Magnani - Bellissima

### Migliore attore protagonista
- Totò - Guardie e ladri

### Migliore fotografia
- Arturo Gallea - Due soldi di speranza

### Migliore commento musicale originale
- Mario Nascimbene - Roma ore 11

### Miglior cortometraggio
- Metano - regia di Virgilio Sabel

### Migliore attore straniero che abbia lavorato in Italia
- Fernandel - Don Camillo

### Primo premio speciale
- Paolo Stoppa per il complesso della sua attività

### Secondo premio speciale
- Giulio Giannini per la fotografia a colori di alcuni documentari

### Regista del miglior film straniero
- George Stevens - Un posto al sole (A Place in the Sun)

### Migliore attrice straniera
- Bette Davis - Eva contro Eva

### Migliore attore straniero
- Alec Guinness - L'incredibile avventura di Mr. Holland